# James Last Orchestra
La James Last Orchestra fue una big band alemana, donde también participan instrumentos de cuerdas (violines, contrabajos, violonchelos). La orquesta fue fundada en 1964 como una orquesta de estudio, dirigida por el músico de jazz Hans Last. A partir de 1965, Polydor Records cambió su nombre artístico a James Last , ya que pensaron que el nombre 'James' sería más adecuado para el mercado internacional.

## Historia
La orquesta comenzó a viajar en 1968, y ha sido muy popular en Europa y en todo el mundo. Alrededor de 1970, la sección de ritmo fue reorganizada con un grupo de rock (guitarra solista: Helmuth Franke, guitarra rítmica: Pedro Hesslein, tambores: Barry Roy Reeves, bajo: Benny Bendorff, percusión: Christian Lembrecht y más tarde Herbert Bornholdt). Bornholdt y Hesslein eran miembros de la banda alemana de rock progresivo Lucifer's Friend (otro miembro, Peter Hecht, participó con James Last a finales de 1970), y Franke fue miembro de la banda de rock-pop Wonderland, cuyas grabaciones fueron producidas por Last.
Last inicialmente utilizó muchos de los músicos que, como él, tenían su sede en Hamburgo y se emplearon regularmente por la NDR (Norddeutsche Rundfunk, o Radio Alemana del Norte) big band. Con el tiempo, muchos de los músicos de la NDR no siempre tenían tiempo de hacer una gira con la banda de Last, así que este utilizó esta última opción para hacer la orquesta más internacional. Algunos de los mejores músicos que han participado en la orquesta de Last incluyen al violinista canadiense James Trudean Conrad; el baterista galés Terry Jenkins; el trombonista belga Georges Delagaye; el trompetista sueco Leif Uvemark; y un número de trompetistas estadounidenses como Bob Lanese, Kiefer Rick y los hermanos Chuck Findley y Findley Bob. Otro trompetista, Derek Watkins, de Inglaterra, grabó con The Beatles, participando en "Strawberry Fields Forever" y "Revolution 1". Algunos músicos son familiares: los violinistas Dmiter Pintev padre y Pintev Stefan hijo, y el matrimonio formado por Bob Coassin (trompeta, EE. UU.) y Anne-Louise Comerford (viola, Australia). Bob Coassin es ampliamente conocido en Estados Unidos. En total, cerca de 20 países diferentes están representados en la composición de la orquesta.
James Last ha tenido mucha influencia en el mundo del rock y el pop, cuando organiza la música para su orquesta. Un ejemplo típico es su versión de "Here Comes the Sun", del álbum Beachparty 2, que está influida por la versión cantada por Richie Havens en la película Woodstock. La orquesta tiene una versión épica de Greensleeves, donde se aplica una combinación de los estilos de Iron Butterfly y Blood, Sweat & Tears, dos bandas que se declararon públicamente sus favoritos a finales de la década de 1960. Sus grabaciones de estudio no siempre captan la energía desatada en sus conciertos en vivo, donde una combinación de organización y talentosos músicos habilidosos dar algunos resultados sorprendentes. Sus versiones de "Nature Boy", con Chuck Findley, y "MacArthur Park", con Derek Watkins, son dos ejemplos.
La famosa melodía "The Lonely Shepherd" fue grabada por vez primera por la James Last Orchestra, junto con Gheorghe Zamfir, a finales de la década de 1970. Ha sido interpretada por ésta durante más de tres décadas, y se le reconoce como una de sus melodías emblemáticas. La melodía fue elegida por Tarantino, para su película Kill Bill 1 (2003).

## Componentes
En la actualidad, la orquesta suele aparecer en las presentaciones de Last. Es conocida su versatilidad en cuanto al repertorio (van desde el clásico Ave María hasta una melodía pop de Lady Gaga), y su alegre expresión física y gestual al momento de interpretar (bailes, coreografías, aplausos, gesticulaciones, expresiones especiales con los instrumentos). 
Otros músicos que han trabajado con la James Last Orchestra, ya sea en vivo o en disco, son los siguientes:
Trompeta
Leif Uvemark, Bob Lanese, Dieter Kock, Rick Kiefer, Ack van Rooyen, Gary Grant, Lennart Axelsson, Derek Watkins, Hakan Nyquist, Jan Kohlin, Bob Coassin, Chuck Findley, Bob Findley, Alex Malempre, Etienne Cap
Trombón
Konrad Bogdan, Wolfgang Ahlers, Horst Raasch, Georges Delagaye, Nick Hauck, Pete Beachill, Anders Wiborg, Ole Holmquist
Saxofón y flauta
Jo Ment, Harald Ende, Werner Rönfeldt, Stan Sulzmann, Matthias Clasen, Herb Geller
Guitarra
Alan Sparks, Jürgen Schröder, Big Jim Sullivan, Erlend Krauser
Bajo
Thomas Zurmühlen
Tambores
Terry Jenkins, Eggert Stefan
Percusión
Pablo Escayola, Raths Max, Wolfgang Schlüter
Teclados y piano
Thomas Eggert, John Pearce, Joe Dorff, Richard Clayderman
Voz (solistas y coro)
Sue Glover, Sunny Leslie, Kay Garner, Lyn Cornell, Russell Stone, Neal Lancaster, Tony Burrows, Joanne Stone, Madeline Bell, Irene Chanter, Simon Bell, Mac Kissoon, Katie Kissoon, Sonja Jones, Tracey Duncan, Ingrid Arthur, Peter Schaper, Anella Kissoon, George Chandler, Jimmy Helms, P.P. Arnold, Ruby James, Sylivia Mason James, Pearly Gates
Cuerdas
Eugen Raabe, Dmiter Pintev, Trudean Konrad, Gillian Catlow, Anne-Louise Comerford, Stefan Pintev, Juliane Holz, Zwetelina Haubold, Martin Lehmann, Boris Bachmann, Rebecca Thümer, Wulf Lohbeck, Kirsten Ibarra, Nadine Goussi Aguigah, Mathias Brommann, Kiki Zumach, Maria-Elena Pacheco, Katie Vitalie Ekatarina Bolotova, Adrian Bleyer, Katharina Kowalski, Dana Anka Matchin.